# Contopus fumigatus
Contopus fumigatus là một loài chim trong họ Tyrannidae.